# 톤 (단위)
톤(프랑스어: tonne; 영어: ton)은 오랜 역사를 지닌 무게의 측정 단위로 시간이 지남에 따라 그 의미가 달라져 왔다. 원래의 의미는 화물선의 적재 용량을 뜻하였고 "적재 톤"과 같은 용어가 사용되었다. 이런 식의 구분은 오늘날에도 영미권의 트럭 등급과 같은 곳에 사용된다. 그러다가 구어체 영어에서 재질을 가리지 않고 총 중량을 뜻하는 말로 사용된 것이 무게를 나타내는 말로 굳어지게 되었다.
영국의 야드파운드법은 1 영국톤을 2,240 파운드로 규정하고 있다. 이를 미터톤으로 환산하면 대략 1.016 톤이 된다. 이를 롱톤(long ton)이라 하며, 1,016.0469 kg이다.
미국과 캐나다에서는 2,000 파운드 (907.18474 kg)가 1 미국톤이다. 이 때문에 영국톤은 롱 톤(long ton), 미국톤은 숏 톤(shot ton) 이라고 부른다.
한편 미터톤은 미터법에 의한 질량 단위로 1,000 킬로그램이 1 미터톤이 된다. 미터톤은 tonne으로 표기하여 철자가 다르지만 발음은 모두 톤이어서 무역에선 언급하는 화물의 무게 단위가 롱 톤인지, 숏 톤인지, 미터톤인지를 분명히 기재하여 오해를 막는다. 영미권을 제외한 미터법을 사용하는 대부분의 나라에서 톤은 일반적으로 미터톤을 말한다. 그리고 롱 톤과 미터톤의 차이는 16 kg 이기 때문에 아주 정확한 양을 따져야 하는 경우가 아니라면 크게 구분을 짓지 않아도 이해에 어려움을 주지는 않는다.
영미권에서는 톤이 여전히 부피의 단위로도 쓰인다. 예를 들면 목재의 부피를 나타내는 입방톤과 같은 단위가 있다. 미국에선 냉방 장치의 성능을 표시하는 에너지 단위로도 사용된다. 1 냉각 톤은 1 미국톤의 얼음을 녹는점/어는점인 32 °F (0 °C)의 상태로 24시간 유지하는 데 드는 전력을 의미한다. 미터법 단위로 환산하면 약 3.5 Kw이다.

## 역사
톤은 부피 단위인 툰(tun)에서 유래하였다. 배에 선적할 수 있는 가장 큰 통이었던 툰은 일반적으로 사용되던 배럴 통의 8배 크기였다. 배럴 역시 역사적, 지역적으로 용량 값이 달랐기 때문에 이를 오늘날 갤런으로 환산하면 대략 175에서 213 영국갤런 사이의 부피가 된다. 미국 갤런으로는 210에서 256 미국 갤런이 되는데, 여기에 물을 채우면 어림잡아 2,000 파운드였기 때문에 이것을 1 미국톤으로 정의하였다. 부피 단위 툰이 차지하는 공간은 60 세제곱피트 (1.7 m3) 정도였다.

## 질량/무게 단위
톤으로 표기되는 질량 단위에는 다음과 같은 것이 있다.
| 정식명      | 일반명           | 정의된 양                | 비고                                                |
| ----------- | ---------------- | ------------------------ | --------------------------------------------------- |
| 롱 톤       | 영국톤           | 2,240 lb (1,016.0469 kg) | 야드파운드법을 적용하는 영연방 나라들에서 사용한다. |
| 숏 톤       | 미국톤           | 2,000 lb (907.18474 kg)  | 미국, 캐나다                                        |
| 톤          | 미터톤, 메가그램 | 1,000 kg (2,204.6226 lb) | 국제단위계로서 전세계에서 사용                      |
| 톤 숏웨이트 |                  | 2240 lb                  | 주로 17-18세기 무렵 유럽의 제철산업에서 쓰이던 단위 |
| 톤 롱웨이트 |                  | 2400 lb                  | 주로 17-18세기 무렵 유럽의 제철산업에서 쓰이던 단위 |

1. ↑  영국에서는 영국톤과 미터톤이 발음도 같고 무게도 비슷하기 때문에 혼동되는 상황이 많다. 보다 정확히 하고자 할 때 영국톤은 "롱 톤"이라고 말하고, 미터톤은 마지막 e에 강세를 두어 "토니"/ˈtʌni/라고 말한다.[3]
2. ↑  캐나다는 1975년 공식 단위계를 미터법으로 변경하였지만, 일상 생활에선 여전히 야드파운드법이 쓰인다.
3. ↑  제철산업에서 롱웨이트와 숏웨이트를 구분한 것은 제철 과정에서 부산물 손실이 발생하기 때문이다.[11]

### 기타 용례
- 총 톤수(gross tonnage, 그로스 토네이지): 선박의 크기를 나타내는 단위. 선박의 내부 공간에서 항해에 필요한 추진, 항해, 안전, 위생 등의 공간을 제외한 공간을 모두 적재하였을 때의 무게를 톤으로 환산하여 표시한다. 선박의 용적을 표시하기 위한 단위로 실제 재화의 무게와는 관계 없다.[12]
- 재화중량톤수(Deadweight tonnage, 데드웨이트 토네이지): 선박의 운항에 필요한 연료, 음료, 기타 비품의 무게를 제외한 실제 운송 가능한 화물 적재 중량. 먼저 화물을 제외한 여러 물품을 실었을 때의 흘수선에서 최대 흘수선까지 화물을 적재하였을 때의 화물 중량이다. 이 보다 더 실으면 운항 안전에 문제가 생기기 때문에 해운 산업에서 중요하게 다루어 진다.[13]
- 항구 톤: 남아프리카에서 20세기에 사용한 단위로 미국톤과 같았다.

이 외에도 특히 해운 산업에서 각각의 경우에 필요한 톤수를 정하여 사용하고 있다.

## 부피 단위
선박의 배수량은 통상 영국톤으로 표기한다. 배수량은 배의 무게 보다는 용적이 더 관계되는 단위이다. 선박이 물 위에 떠 있을 때 밀어내는 물의 양을 뜻하기 때문이다. 배의 무게와 상관없이 물에 잠긴 부분의 부피가 배수량을 결정한다. 그러나 배수량은 통상 톤으로 표기하는데, 이는 배가 밀어낸 물 20 입방피트를 1 영국톤으로 환산하여 계산한다.
이러한 계산은 해운 운임을 어떻게 계산할 것인 지와 관련이 있다. 화물선 운용사는 무게를 따지는 중량톤과 부피를 따지는 용적톤 가운데 큰 쪽을 운임계산톤으로 정하여 화물 운임을 청구한다.

## 에너지 단위

### TNT 톤
1 TNT 톤은 TNT 1톤이 폭발하였을 때 발생하는 에너지를 뜻한다. 약 109 칼로리를 방출한다. 주로 막대한 폭발을 일으키는 에너지의 측정량으로 사용한다. 예를 들어 히로시마·나가사키 원자폭탄 투하에 사용된 리틀보이의 폭발력은 15 TNT 킬로톤이었다.

### 연료 등가 톤
1 톤의 석유를 태웠을 때 발생하는 에너지를 "석유등가톤"(tonne of oil equivalent, toe), 석탄의 경우 "석탄등가톤"(tonne of coal equivalent, tce)로 부른다. 1 석탄등가톤은 0.697 석유등가톤과 같다.

### 냉각 전력
"냉각톤"은 1톤의 얼음을 어는점(32 °F 또는 0 °C) 상태에서 24시간 유지할 수 있는 전력을 뜻한다. 주로 북아메리카의 냉방기구의 성능을 표시할 때 사용한다.

## 같이 보기
- 배럴
- 갤런